# Yaricoa Alto
Yaricoa Alto ist eine Streusiedlung im Departamento La Paz im Hochland des südamerikanischen Andenstaates Bolivien.

## Lage im Nahraum
Yaricoa Alto liegt in der Provinz Eliodoro Camacho und ist der größte Ort im Cantón San Miguel de Yaricoa im Municipio Puerto Carabuco. Yaricoa Alto liegt auf einer Höhe von 3909 m auf der bolivianischen Hochebene, sechs Kilometer nordöstlich des Ufers des Titicacasees.

## Geographie
Yaricoa Alto liegt auf dem bolivianischen Altiplano am Westrand der Cordillera Real. Die Region weist ein ausgeprägtes Tageszeitenklima auf, bei dem die mittleren Temperaturschwankungen im Tagesverlauf deutlicher ausfallen als im Verlauf der Jahreszeiten.
Die Jahresdurchschnittstemperatur der Region liegt bei knapp 9 °C, der Jahresniederschlag beträgt etwa 850 mm (siehe Klimadiagramm Puerto Acosta). Die Monatsdurchschnittstemperaturen schwanken nur unwesentlich zwischen knapp 6 °C im Juli und gut 10 °C von November bis Januar. Die Monatsniederschläge liegen zwischen unter 15 mm in von Juni bis August und einer Feuchtezeit von Dezember bis März mit Werten zwischen 120 und 170 mm.

## Verkehrsnetz
Yaricoa Alto liegt in einer Entfernung von 166 Straßenkilometern nordwestlich von La Paz, der Hauptstadt des gleichnamigen Departamentos.
Von La Paz führt die asphaltierte Nationalstraße Ruta 2 in nördlicher Richtung 70 Kilometer bis Huarina, von dort weitere 84 Kilometer die Ruta 16 über Achacachi und Ancoraimes nach Puerto Carabuco und erreicht die Plaza Central de Yaricoa neun Kilometer weiter nördlich. Von hier aus führt eine Nebenstraße in nordöstlicher Richtung vorbei an der Streusiedlung Yaricoa Bajo nach drei Kilometern nach Yaricoa Alto.

## Bevölkerung
Die Einwohnerzahl der Ortschaft ist in dem Jahrzehnt zwischen den beiden letzten Volkszählungen auf fast das Doppelte angestiegen:
| Jahr | Einwohner         | Quelle       |
| ---- | ----------------- | ------------ |
| 1992 | keine Detaildaten | Volkszählung |
| 2001 | 146               | Volkszählung |
| 2012 | 266               | Volkszählung |
| 2024 |                   | Volkszählung |

Die Region weist einen hohen Anteil an Aymara-Bevölkerung auf, im Municipio Puerto Carabuco sprechen 97,0 Prozent der Bevölkerung Aymara.